# Vodní elektrárna Vatnsfell
Vodní elektrárna Vatnsfell je vodní elektrárna na Islandu. Jedná se o špičkovou elektrárnu , která je činná především v zimním období, kdy je největší poptávka po elektřině na Islandu. Stavěna byla v letech 1999 a 2001 firmou Landsvirkjun. Na plánování se podílela, mimo jiné, německá společnost Lahmeyer International.
Vodní elektrárna využívá výškový rozdíl mezi dvěma nádržemi Þórisvatn (nadmořská výška 577 m) a Sigöldulón (nadmořská výška 498 m), které byly propojeny kanálem. Tento kanál byl opět přes 750 m dlouhou hráz na malé nádrži Vatnsfellslón (výška 563 m, plocha 0,6 km², objem zásobníku 3,2 ekv) přehrazen.